# 伊集院明夫
伊集院 明夫（いじゅういん あきお、1940年11月3日 -）は、日本の外交官。法務省入国管理局長を経て、オーストリア国兼スロヴェニア国ボスニア・ヘルツェゴヴィナ国マケドニア旧ユーゴスラビア共和国駐箚特命全権大使を務めた。

## 人物・経歴
1964年東京大学教養学部教養学科卒業、外務省入省（条約局）。同年在連合王国日本国大使館外交官補。1970年在連合王国日本国大使館三等書記官。1971年在連合王国日本国大使館二等書記官。1979年在大韓民国日本国大使館一等書記官。1981年在大韓民国日本国大使館参事官。1982年外務省情報文化局海外広報課長。1984年外務省中近東アフリカ局中近東第一課長。1986年外務大臣官房領事移住部領事第一課長。1987年在インドネシア日本国大使館参事官。
1988年在インドネシア日本国大使館公使。1990年在ジュネーブ国際機関日本政府代表部公使、ジュネーブ総領事。1993年在ジュネーブ国際機関日本政府代表部特命全権公使。1994年オマーン国駐箚特命全権大使。1995年法務省入国管理局長。1998年国際協力事業団理事。1999年オーストリア国兼スロヴェニア国ボスニア・ヘルツェゴヴィナ国マケドニア旧ユーゴスラヴィア共和国駐箚特命全権大使。2016年瑞宝重光章受章。